# Setmana Santa a Girona

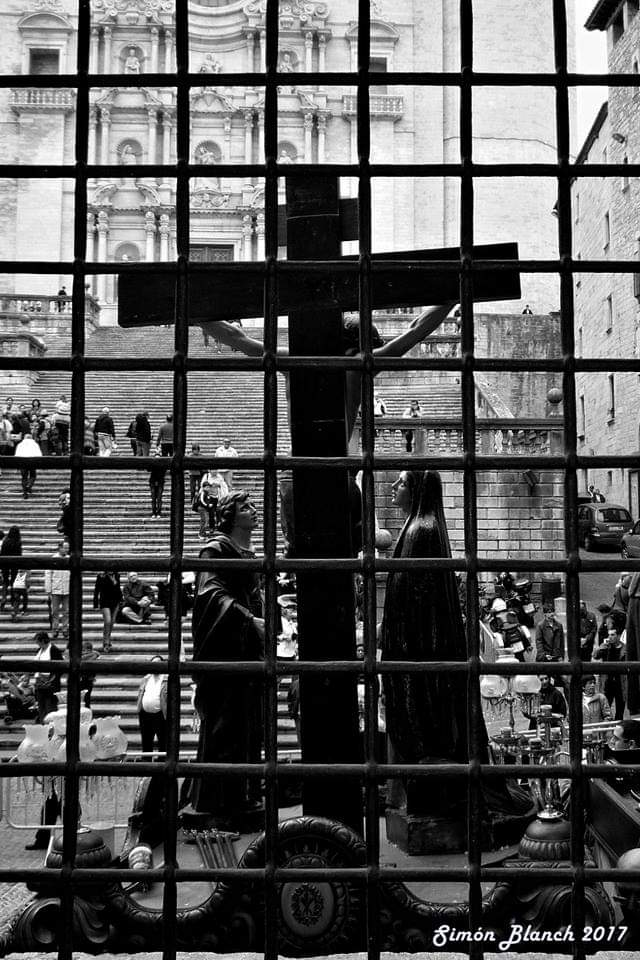
Imatge de Simon Blanch

La Setmana Santa és el conjunt de celebracions que tenen lloc entre el divendres abans del Diumenge de Rams i Diumenge de Pasqua. A través d'aquest vast i ric conjunt de pràctiques festives-processons, escenificacions teatrals i altres activitats litúrgiques i rituals- la comunitat cristiana recorda i recrea els darrers moments de Jesucrist a la Terra, el que hom coneix com a la Passió, Mort i Resurrecció. La seva ubicació al calendari canvia cada any i oscil·la entre els mesos de març i abril, ja que la data de la Pasqua es fixa a partir de la primera lluna plena de primavera.

### Pregó de Setmana Santa - 30 de març
A les 19.30 h a l'Auditori Josep Irla de la Generalitat de Catalunya es farà el tradicional pregó que aquest any anirà a càrrec de Xavier Serra Besalú, professor de filosofia i director de l'Institut Salvador Espriu de Salt.
La intervenció musical serà a càrrec de Quartet Victòria.

### Exposanta - De l'1 al 6 d'abril
Inauguració: 31 de març, a les 21 h, a l'església de la Mare de Déu dels Dolors.

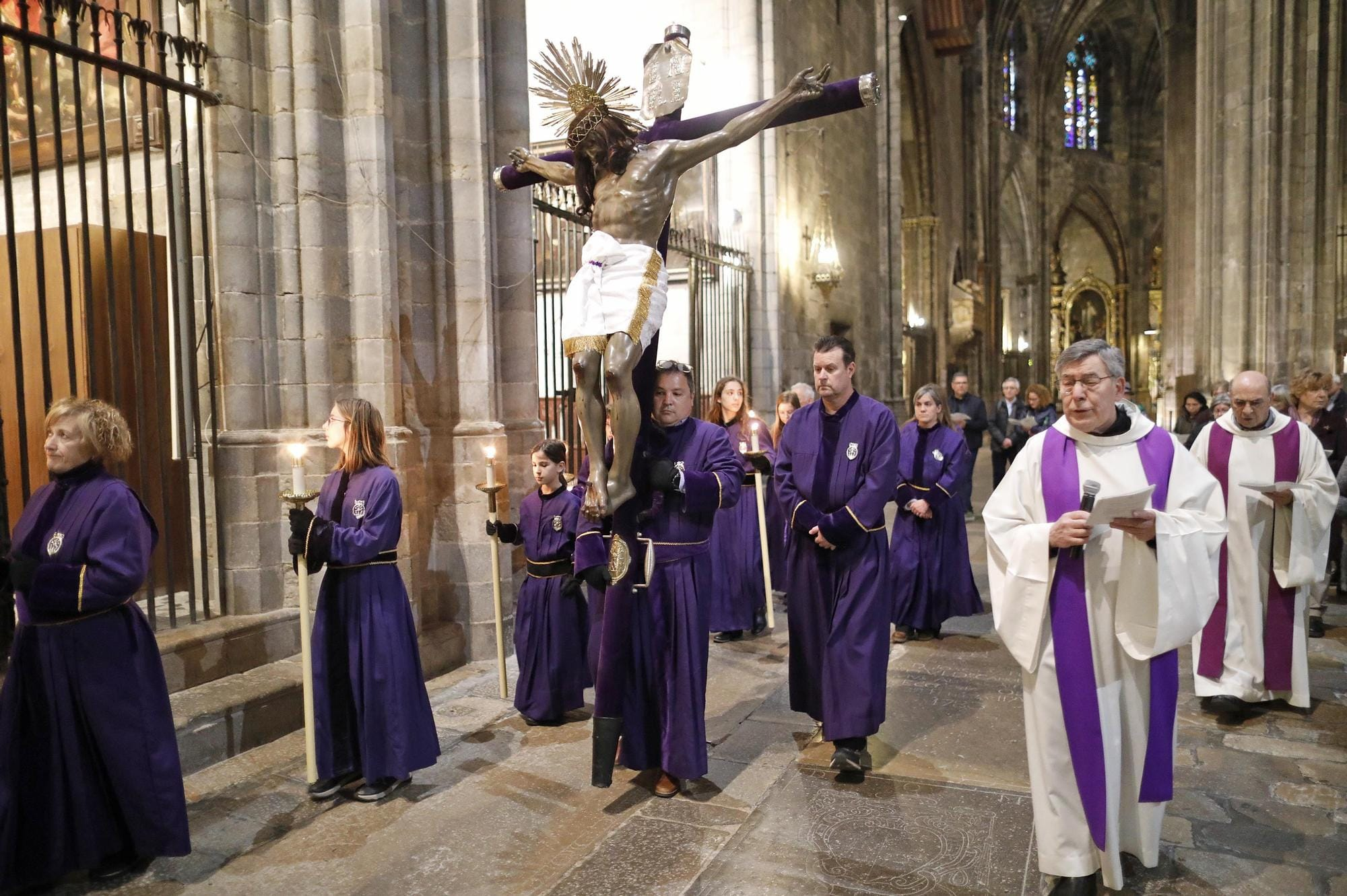
Viacrucis a la Catedral

Horari: d'11 h a 13.30 h i de 17 a 20 h.
És l'església on s'hostatgen els Passos durant tot l'any.

### Diumenge de Rams - 2 d'abril
A les 11 h, a la Catedral de Girona. Benedicció de Rams, seguit de la Santa Missa.
Aquest dia es commemora l'entrada de Jesús a Jerusalem. Tal com sempre s'ha escenificat aquesta arribada, amb tota la població aixecant les palmes i les branques d'olivera i llorer, aquest dia es realitza la benedicció dels rams, les palmes i els palmons.

### Processó del Sant Enterrament - Divendres Sant - 7 d'abril- 21hores
A les 23 h (aprox.), arribada de la Processó a la Catedral. Encontre de la Mare de Déu amb la Santa Creu. Rendiment d'honors a la Santa Creu. Cant del Crec en un Déu. Benedicció final. (En cas de pluja se celebrarà un acte a l'interior de la catedral).